# اقتصاد دسوق

منطقة وسط البلد، هي القلب الاقتصادي لمدينة دسوق.

يتنوع اقتصاد دسوق في العديد من المجالات، أهمها التجارة والزراعة والسياحة والصناعات الخفيفة.

## الجغرافيا الاقتصادية للمدينة

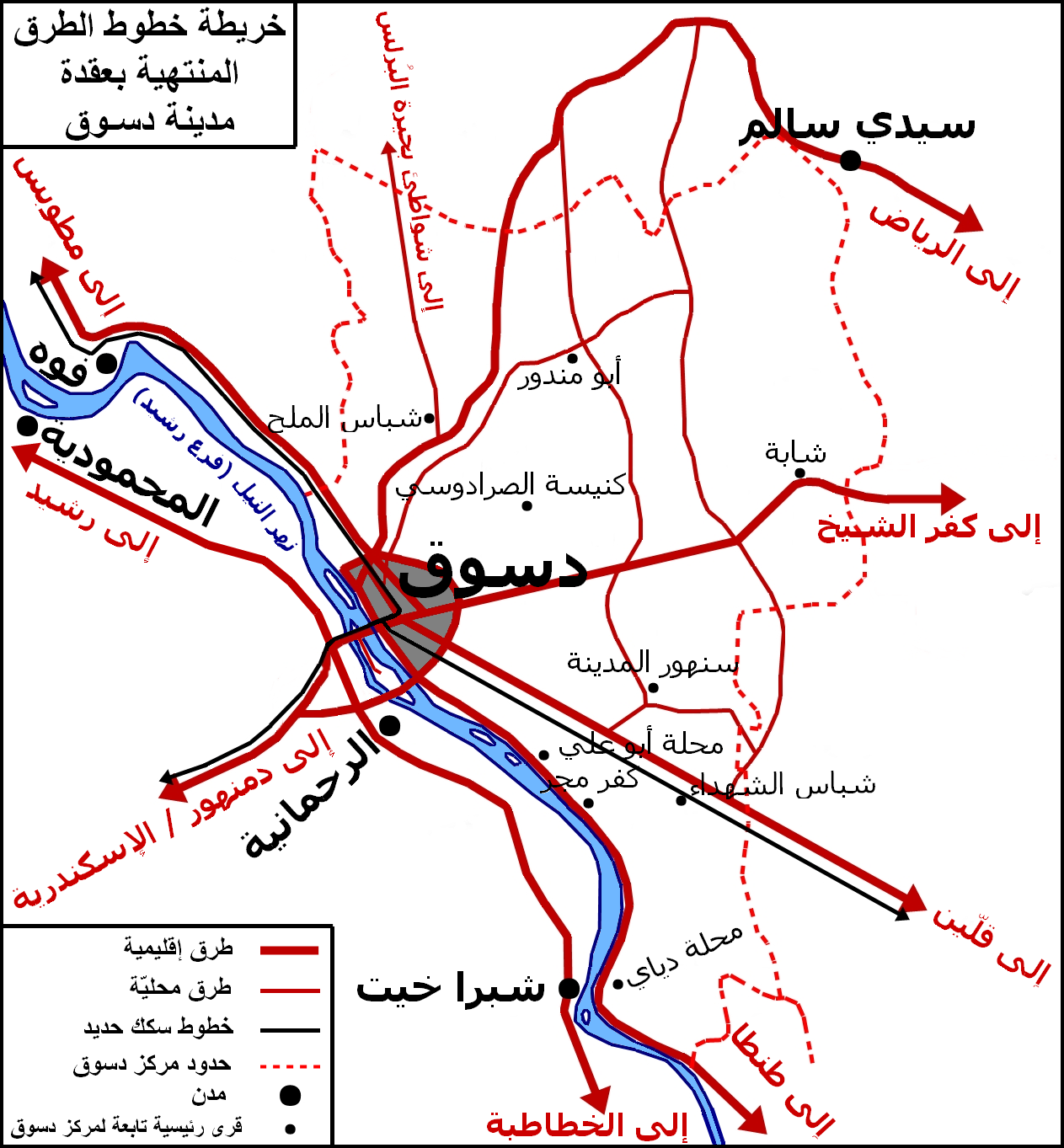
مدينة دسوق هي العقدة النهائية لكثير من الطرق المحلية في شمال غرب الدلتا، مما يجعلها في مكانة اقتصادية متميزة في إقليمها.

يحمل موقع دسوق الجغرافي في طياته بعض ميكانيزمات النمو نتيجة العلاقات التكاملية بسبب موقعها كحدٍ فاصلٍ بين مناطق استصلاح الأراضي شمال الدلتا أو ما يسمى بإقليم البراري الشهير بزراعة الأرز[ ؟ ]؛ وبين الكثافات المرتفعة جنوباً الشهيرة بزراعة الحاصلات التقليدية، وبسبب ذلك الموقع تميزت المدينة عن المدن المحيطة بها بالعديد من المميزات التي أسهمت في نموها بشكل سريع من أهمها:
- موضع المدينة: ويتمثل ذلك في رقعة الأرض المبني عليها المدينة التي تطل على نهر النيل مباشرة في الضفة الشرقية،[1] فقد أسهم هذا الموضع في خلق ثلاثة محاور للنمو في جهات الشمال والشرق والجنوب دون الغرب، فلكل مدينة خصائص موضع خاصة بها لا تتكرر عادة تساهم في نموها وتطورها.[2] بجانب ضرورة تواجد للعلاقة بين المدينة وإقليمها وريفها المحيط بها بهدف التبادل المنفعي، مما يخلق مركب إقليمي متميز.[3]
- الانقطاع التجاري: فمدينة دسوق تشتهر بالتجارة كحرفة أساسية لسكان المدينة [4] بنسبة 17,8% من سكان المدينة،[5] ويبلغ ذلك 64,8% من جملة العاملين بالتجارة بمحافظة كفر الشيخ،[6] وذلك بسبب وقوعها كبوابة عبور رابطة شرق ووسط الدلتا بغرب الدلتا، كما أنها تعد حداً فاصلاً لإقليم الزراعات التقليدية جنوباً وإقليم زراعة الأرز[ ؟ ] شمالاً.
- عقدية المواصلات: فالمدينة تعد من نقاط التجمع النقلي بشمال الدلتا بشكل عام ومحافظة كفر الشيخ بشكل خاص، فهي تتحكم في خمسة محاور نقلية رئيسية [7] (طرق: دسوق - الإسكندرية، دسوق - القاهرة، دسوق - كفر الشيخ،[8] دسوق - قلين، دسوق - طنطا) فضلاً عن الطرق الفرعية (طرق: دسوق - فوه[ ؟ ] - مطوبس، دسوق - سيدي سالم[ ؟ ]) بجانب الطرق المؤدية إلى القرى.[9]

## التركيب الاقتصادي لسكان دسوق

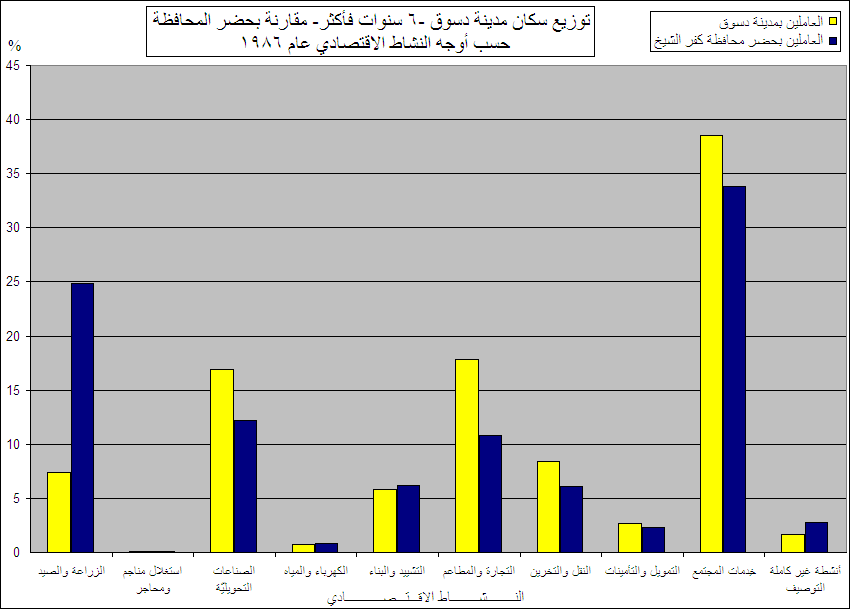
توزيع سكان دسوق -6 سنوات- فأكثر مقارنة بحضر محافظة كفر الشيخ حسب أوجه النشاط الاقتصادي عام 1986.

تفيد دراسة التركيب الاقتصادي في إلقاء الضوء على طبيعة الكيان الاقتصادي للمدينة وحجم العمالة بها ودراسة التركيب الوظيفي للسكان. ويتبين الآتي من تعداد 1986 للسكان في مدينة دسوق حسب أوجه النشاط الاقتصادي:
- ترتقي حرفة التجارة إلى المرتبة الأولى بالنسبة لحضر محافظة كفر الشيخ، حيث بلغت 64,8% من جملة العاملين بالتجارة بالمحافظة، مع أن نسبة المشتغلين بها من سكان المدينة من ذوي النشاط 17,8% فقط، مما يؤكد أن مدينة دسوق تجاريّة من الدرجة الأولى.[11]
- الصناعات التحويلية تأتي في المرتبة الثانية مقارنة بحضر المحافظة، حيث بلغت 38,5% من جملة نشاط العاملين بالمحافظة، وهي تمثل صناعات مثل الحلوى[ ؟ ] وتمليح الأسماك والجبن واللحوم والصناعات المعدنية بأنواعها. وذلك على الرغم من أن الذين يعملون بالمدينة في هذه الحرف يبلغ 16,9% من جملة ذوي النشاط من السكان.
- حرفة النقل تأتي على درجة أكثر تخصصاً من حواضر المحافظة، حيث بلغت نسبة العاملين بالمدينة 37,7% من جملة العاملين بالمحافظة، وذلك يؤكد على أهمية الموقع المكاني بالنسبة لعقدية المواصلات التي تميز المدينة عن بقية حواضر المحافظة،[12] حيث أن دسوق هي البوابة الغربية الرئيسية للمحافظة وتتعدد محاور النقل التي تنتهي إلى المدينة، ويمثل العاملين في حرفة النقل 8,4% من جملة ذوي النشاط من سكان المدينة.
- بالنسبة للعاملين بخدمات المجتمع، بلغ نسبتهم 38,5% من جملة ذوي النشاط بالمحافظة لتحتل المرتبة الأولى، رغم أن نسبة العاملين بالخدمات بالمدينة 31,9% من جملة ذوي النشاط بالمدينة، وذلك يعزي إلى تفوق خدمات المجتمع عن باقي الأنشطة بالنسبة لحضر محافظة كفر الشيخ.

وبذلك يتضح أن معدل النشاط الاقتصادي في المدينة بلغ 47%، في حين انخفض في حضر المحافظة إلى 43,3% فقط، أي أن مدينة دسوق فاقت كل مدن محافظة كفر الشيخ من حيث معدلات النشاط الاقتصادي، ويعزي ذلك لقدرة سوق العمل بالمدينة على استيعاب حجم أكبر من العاملين، مما شجع شباب الريف والمدن المجاورة على الهجرة إليها طلباً للعمل. رغم أن العائلين من السكان  يمثلون 58,5% من جملة سكان دسوق، والنسبة الباقية من السكان معولين، فيعول كل 100 فرد من السكان العاملين 71 فرداً عاطلاً لا يعمل، وهم من الشيوخ وصغار السن والعاطلين عن العمل.

## التجارة

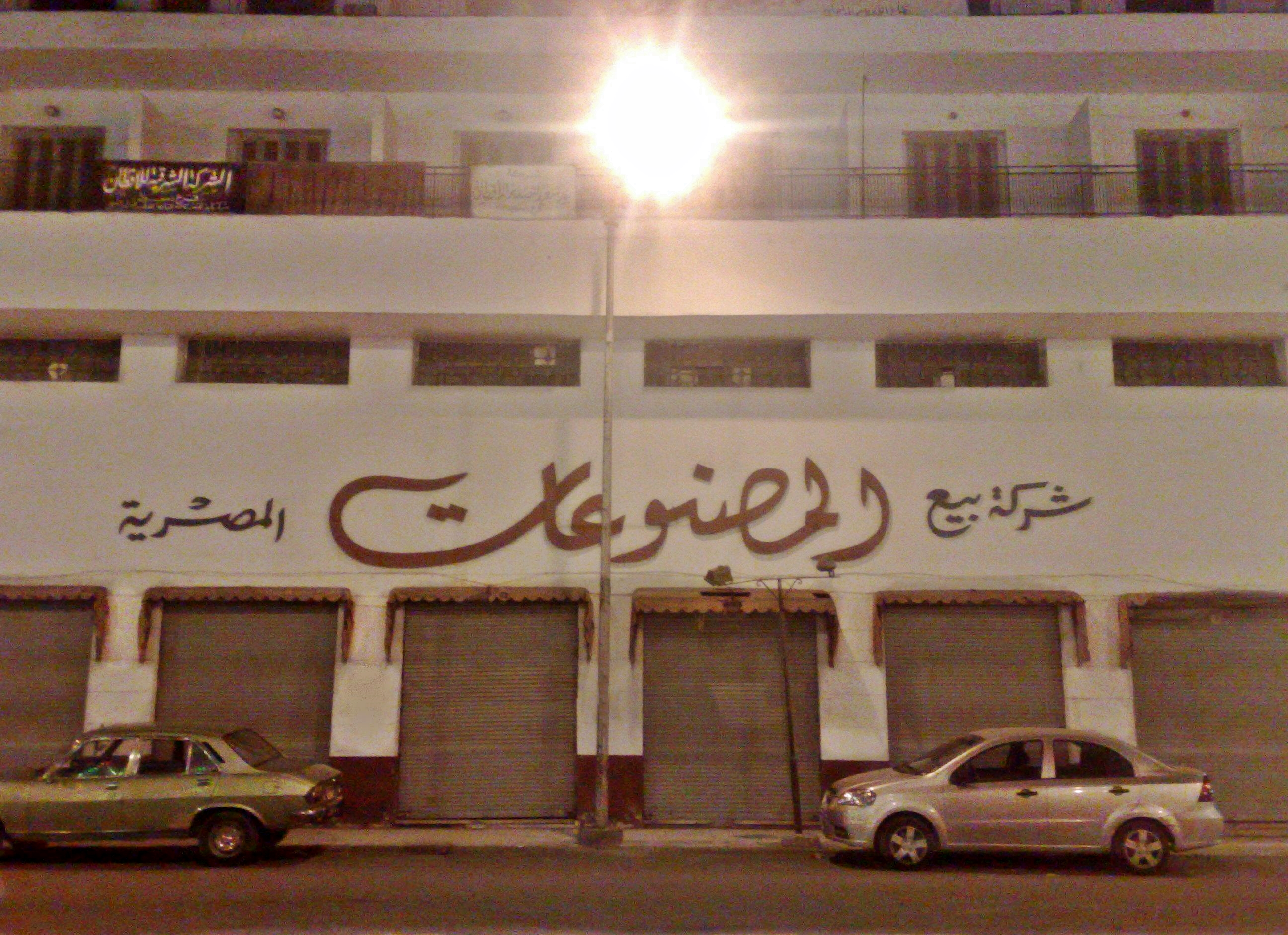
جانب من مبنى شركة بيع المصنوعات المصرية - فرع دسوق، وهو أكبر فرع بالمحافظة.

تقع مدينة دسوق في موقع متوسط بين محافظات الإسكندرية والبحيرة[ ؟ ] والغربية[ ؟ ]، وتتصل بها شبكة من الطرق مما ساعد على انتشار ونمو التجارة في المدينة، حيث تعد دسوق من أنشط المدن التجارية في شمال الدلتا. والتجارة قائمة على الصناعات الموجودة بها أو من الحاصلات الزراعية من القرى التابعة، والتي تجد تسويق جيد في المدينة، ويسبب ذلك إلى إشغال الطرق في الأماكن المزدحمة بسبب انتشار الباعة في كل مكان.
من أشهر الأنشطة التجارية الموجودة بالمدينة تجارة الحلويات الشرقية والغربية، وتجارة الأسماك المملحة بجميع أنواعها مثل الفسيخ والسردين. وأيضاً تشتهر المدينة بتجارة قطع غيار السيارات، حيث يقوم بعض التجار باستيراد قطع السيارات من اليابان، ماليزيا، تايلاند، سنغافورة، الولايات المتحدة وغيرها، وبيعها على مستوى الجمهورية، وأصبح للمدينة شأن كبير في تلك التجارة. أمّا بالنسبة مجالات التجارة العامة، فيوجد بالمدينة مراكز تجارية، سواء كانت تابعة للقطاع العام، مثل شركة بيع المصنوعات المصرية، أو شركات ومراكز تجارية أخرى تابعة للقطاع الخاص مثل عمر أفندي.

## التموين
تتمثل الخدمات التموينية في دعم الحكومة للسلع الغذائية الرئيسية وبيعها في مجمعات استهلاكية تابعة لوزارة التموين والتجارة الداخلية؛ وذلك بشرط امتلاك الأسرة للبطاقة التموينية، ومن أهم السلع الغذائية على الإطلاق، الخبز، وهو المكون الغذائي الرئيسي للشعب المصري عموماً والذي يباع مدعماً في المخابز ويوزع على المناز عن طريق شركات متخصصة بتوزيع الخبر، ويبلغ عددها 28 شركة تخدم أكثر من 50 ألف مستهلك مشترك. وتوجد محلات يملكها الأفراد تباع فيها أصناف أخرى متعددة بسعر أعلى، وتنتشر في كافة أرجاء المدينة.
وفيما يلي إحصاء للخدمات التموينية الخاصة بالمخابز حتى 31 مايو 2010:
| عدد مخابز البلدية                          | 43 مخبز           |
| عدد مخابز الطباقي                          | 15 مخبز           |
| إجمالي عدد المخابز                         | 58 مخبز           |
| نصيب السكان من المخبز                      | 2.4 ألف نسمة/مخبز |
| عدد حصص الدقيق البلدي                      | 908 شيكارة/يوم    |
| عدد حصص الدقيق للمخابز الطباقي             | 150 شيكارة/يوم    |
| عدد الشركات التي تقوم بتوصيل الخبز للمنازل | 40 شركة           |

## السياحة
يوجد بمدينة دسوق أربعة أنواع من السياحة:

### السياحة الدينية

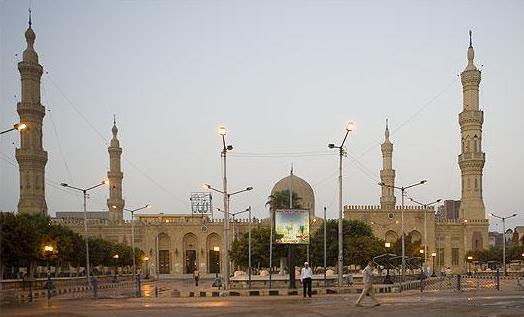
مسجد سيدي إبراهيم الدسوقي.

تشتهر دسوق بوجود مسجد سيدي إبراهيم الدسوقي بها، الذي يزوره سنوياً أكثر من مليونيّ زائر، ومدفون به القطب الصوفي الأخير، الإمام إبراهيم الدسوقي، وهو مبني على مساحة 6400م²، ومسجد السيدات على مساحة 600م²، جعله أحد أكبر مساجد العالم الإسلامي من حيث المساحة، وبه مكتبة إسلامية جامعة. وهناك أيضاً العديد من المساجد والأضرحة - وكلها تخص أتباع الطرق الصوفية السنية - مثل: مسجد الشيخ أحمد ربيع، ضريح جلال الدين الكركي.
ويقام بمدينة دسوق احتفال سنوي بمولد إبراهيم الدسوقي في شهر أكتوبر يستمر لمدة أسبوع وسط إجراءات أمنية مشددة، ويحتفل بالذكرى 77 طريقة صوفية من مختلف أنحاء العالم، حيث يزور المدينة في هذا الوقت من العام أكثر من مليون زائر  من مختلف محافظات مصر وبعض دول العالم، ويعد من أكبر احتفالات الموالد في مصر. فمن مظاهر الاحتفال، أن يمتطي خليفة المقام الإبراهيمي حصاناً، ويُزف به في كافة شوارع دسوق بعد صلاة العصر في اليوم الختامي للاحتفال.
ويقام أيضاً احتفالاً سنوياً بالمولد الرجبي  في الفترة من أواخر أبريل أو أوائل مايو من كل عام حسب التقويم الهجري، ويقام لمدة أسبوع أيضاً.
أما المزار المسيحي الوحيد بالمدينة هو كنيسة الشهيد العظيم مار جرجس، والتي تتبع الكنيسة القبطية الأرثوذكسية، وقد تأسست عام 1919 بمرسوم من السلطان فؤاد الأول.

### السياحة التاريخية
هناك العديد من الآثار الفرعونية بمدينة بوتو القديمة، والتي كانت العاصمة السياسية لمملكة الشمال، ويرجع إنشائها إلى عصر ما قبل الأسرات، تقع شمال شرق دسوق بمسافة 12 كم. وكانت مركز ديني عظيم، حيث وجب على كل ملك أو أمير عند تمكنه من الحكم أن يذهب إلى بوتو لإضفاء الشرعية من قِبل الكهنة عليه، وذلك للتعبد والتقرب للإلهه وادجت ربة المدينة، وكانت من المحاور الرئيسية في الأسطورة المصرية إيزيس وأوزوريس الشهيرة.

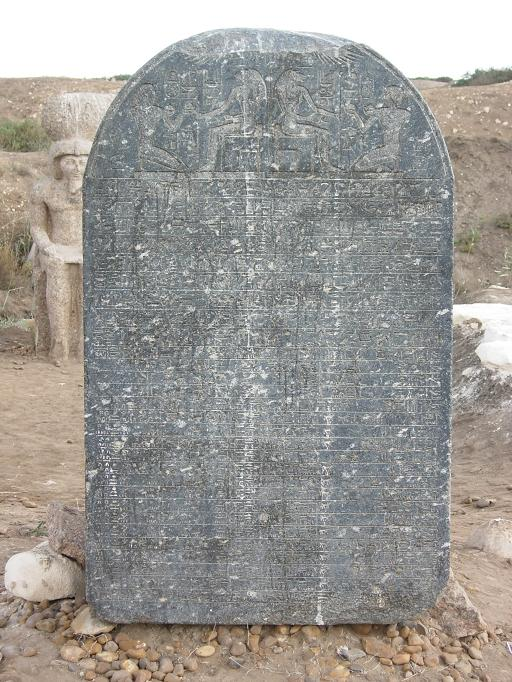
"لوحة هبات" تعود لعصـر الملك تحتمس الثالث.

تتميز المنطقة بعدد من الآثار  التي تعود بعضها إلى عصر ما قبل الأسرات مثل معبد وادجت، لوحة هبات، ثمثال حورس الصقر، وتمثال مزدوج للإلهة سخمت والملك رعمسيس الثاني، والعديد من الآثار الأخرى. والمنطقة تسمّى محلياً بتل الفراعين، نسبة إلى الفراعنة المؤسسين، وتقع على مساحة 175 فدان.
وبتعاون رئاسة مدينة دسوق مع شركات السياحة، يتم فتح قنوات اتصال للترويج عالمياً عن المنطقة من حيث أهميتها التاريخية والأثرية، ونجحت تلك الاتصالات بتوافد عدة أفواج سياحية من عدة دول أجنبية، وذلك بعد أن كانت المنطقة مهملة إعلامياً عشرات السنين، ولا يأتيها إلا من السياح إلا ما ندر.
ويعاني الموقع من ارتفاع منسوب المياه الجوفية الذي يهدد الآثار والمعابد المدفونة تحت الأرض، ولذلك تنبه المجلس الأعلى للآثار بضرورة حماية الموقع، وذلك بإنشاء سور حول المدينة الأثرية بطول 5 كيلومترات، التي كانت تفتقد لوسائل الحماية على مدار مئات السنين، وإنشاء متحف مفتوح يشمل عرضاً مكشوفاً للعناصر المعمارية والتي تصلح للعرض المفتوح.

### السياحة الترفيهية

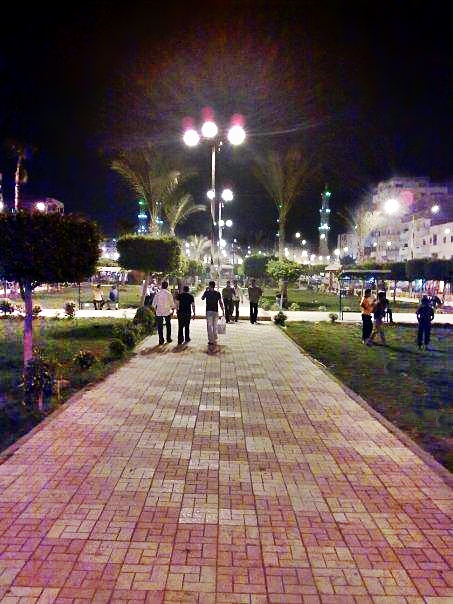
منظر من حدائق الميدان الإبراهيمي المفتوحة ليلاً.

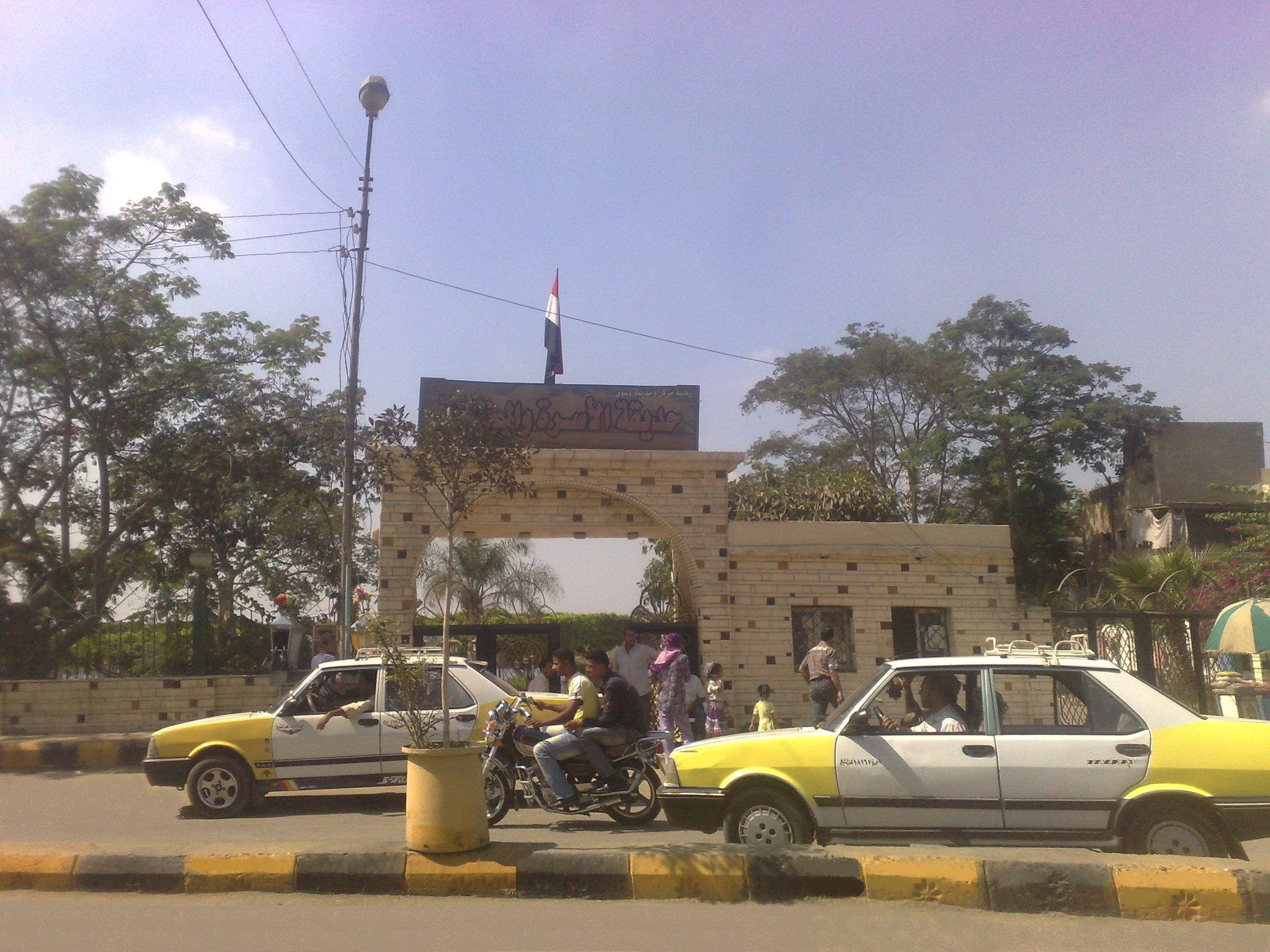
من بوابات حديقة الأسرة والطفولة، التي تعتبر أشهر حدائق دسوق.

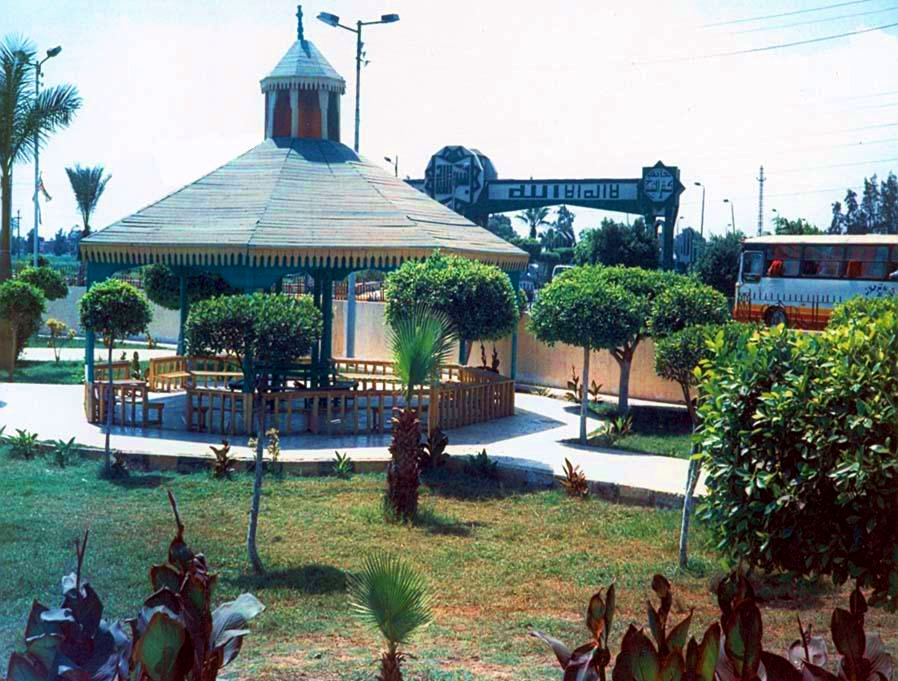
جانب من حديقة أم القرى.

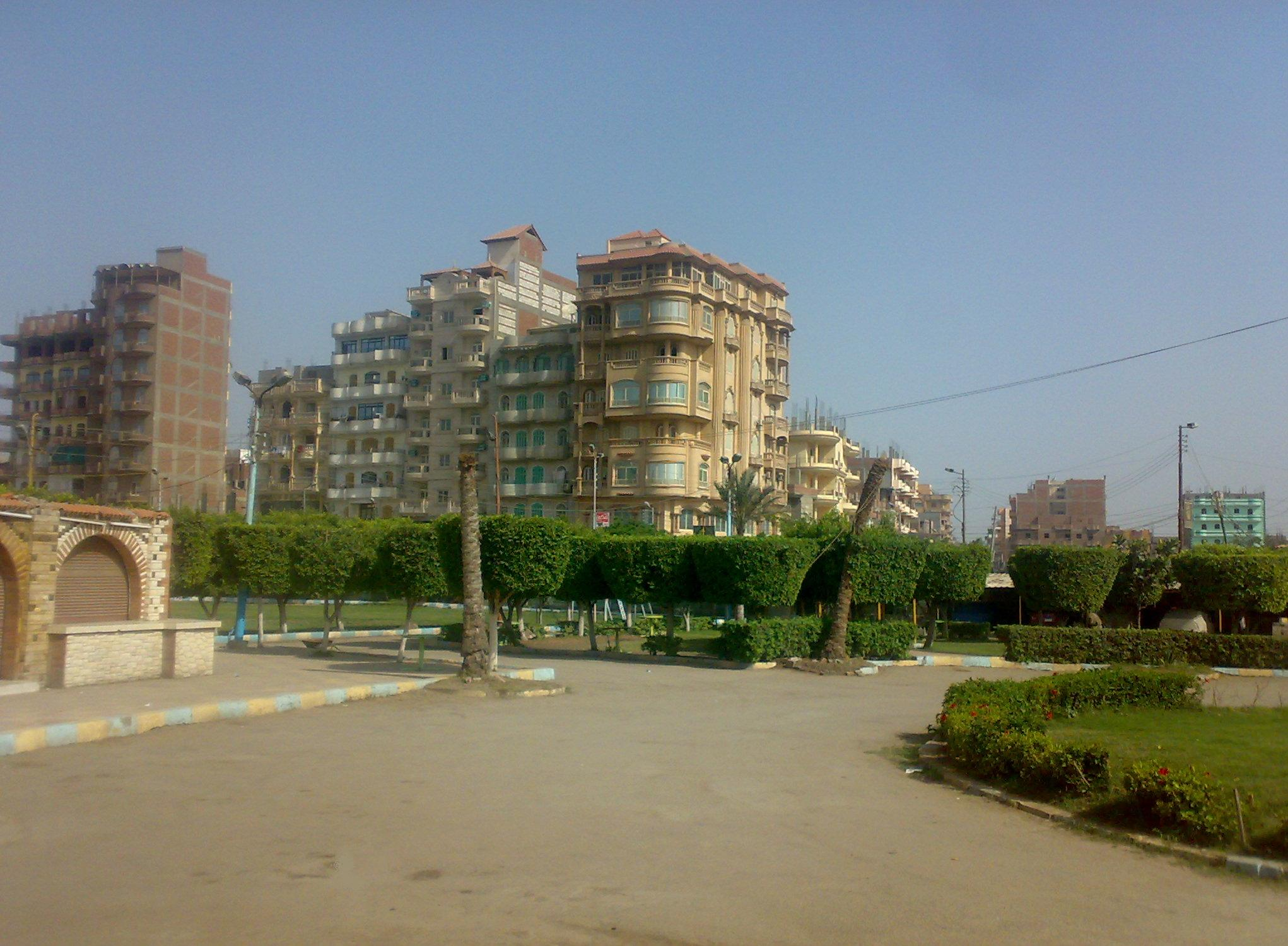
جانب من حديقة الصفا.

يتمثل هذا النوع من السياحة في سياحة اليوم الواحد من الحدائق والمتنزهات والقوارب النيلية، وهي من العناصر الجاذبة للزائرين، ومن أشهر هذه المتنزهات:
- حديقة الأسرة والطفولة

وتقع على نهر النيل - فرع رشيد على مساحة 4 فدانات كاملة المرافق، يتوسطها مكتبة للطفل مجهزة لاستقبال الأطفال للإطلاع والاستعارة من خلال 4000 كتاب، والدور العلوي عبارة عن قاعة مخصصة لاستقبال كبار الزوار، وبها شاليهات وكبائن مجهزة لقضاء سياحة اليوم الواحد، وبها حديقة حيوان ومدينة ملاهي، وركن مخصص لهواة الصيد.
- حديقة أم القرى

وتقع علي مدخل دسوق من ناحية طريق مدينة كفر الشيخ والطريق الدائري. تصل مساحة الحديقة إلى فدانين، وهي مجهزة بأنواع الزراعات المختلفة، ويوجد بها بوفية والمرافق الخاصة بها.
- حدائق الميدان الإبراهيمي

تقع بوسط المدينة أمام مسجد سيدي إبراهيم الدسوقي، وهي من أنواع الحدائق المفتوحة ومجهزة بمقاعد وكراسي. وتم دعمها بأنواع النباتات وأشجار الزينة.
- حديقة 6 أكتوبر

وتقع علي جانبي كوبري دسوق العلوي ومدخل دسوق من ناحية طريق طنطا، ومساحتها 2250م²، وهي مجهزة بأنواع من الأشجار المختلفة والمسطحات الخضراء. وهي تطل علي نهر النيل وتجاور كوبري دسوق العلوي الذي يعد أطول الجسور على نهر النيل.
- حديقة الصفا

وهي حديقة تم تجهيزها وإعدادها علي مساحة 6 فدانات، وبها مدينة ملاهي وقاعتان للأفراح وسينما ومسرح.
- حديقة النادي الرياضي

تصل مساحتها إلى 2100م² ويتوج بها أنواع نادرة من الزهور ونباتات الزينة.
- حديقة نادي المعلمين

تقع على مساحة 1000م²، وتطل على نهر النيل مباشرةً.
- حديقة ميدان المحطة

حديقة صغيرة تقع على مساحة 200م².
- حديقة مبنى الوحدة المحلية

حديقة صغيرة تقع على مساحة 400م².
- حديقة الفردوس

وهي حديقة صغيرة تبلغ مساحتها 300م²، وتقع أمام حديقة الصفا، وهي عبارة عن مثلث محاط بالنباتات والأشجار، وبها مقاعد للاستراحة.
- حديقة وادي النيل

تقع الحديقة على مساحة 500م² وتطل على ساحل نهر النيل.

### السياحة النيلية

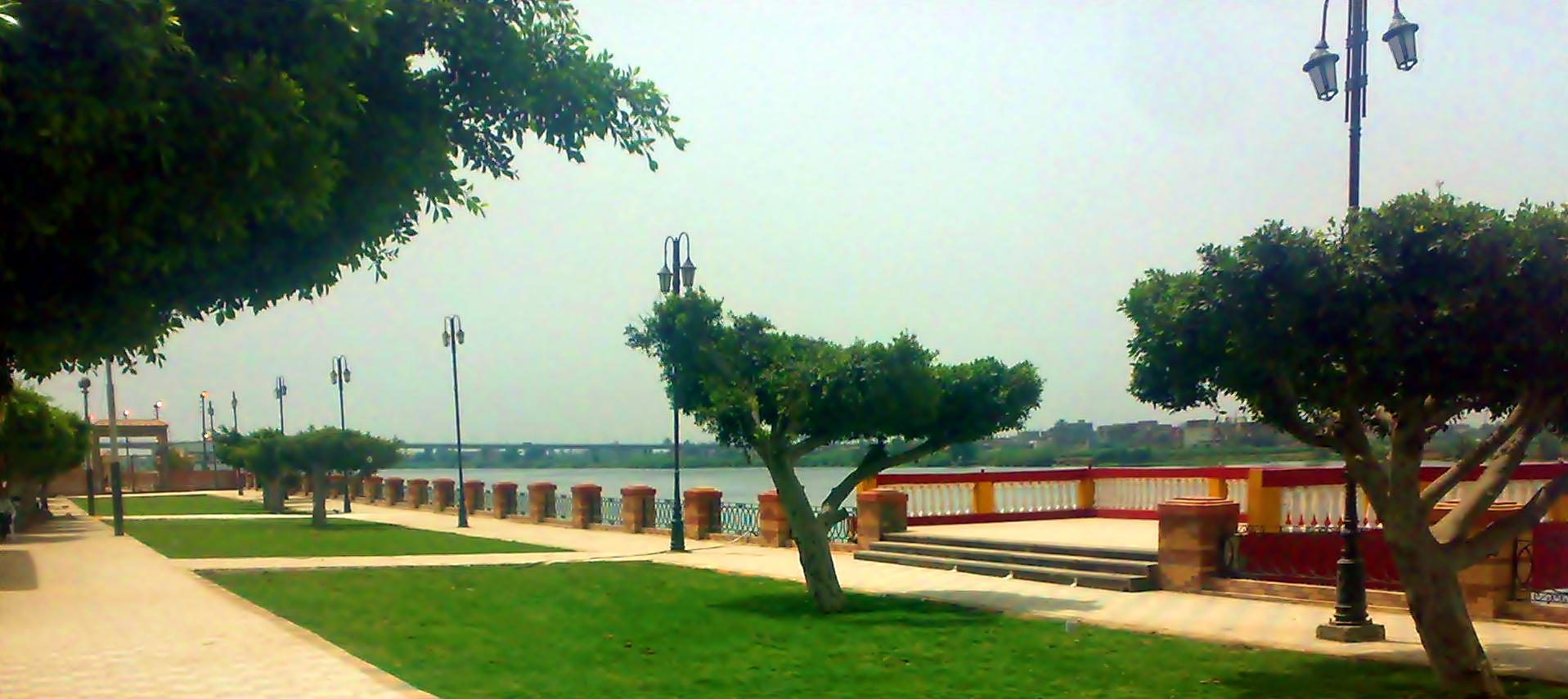
كورنيش النيل.

تشتهر دسوق بالسياحة النيلية، التي تتمثل في شاطئ النيل - فرع رشيد بطول ستة كيلومترات، بحيث يظهر كورنيش النيل الذي يحتوي على مراسي كثيرة بطول الساحل، ويتوسط النهر عدداً من الجزر النيلية الخضراء أكبرها: جزيرة الرحمانية وجزيرة الوكيل، ويتم التنقل من وإلى تلك الجزر باستعمال البواخر النيلية والزوارق الصغيرة.
اتساع نهر النيل أمام المدينة ساعد على تنشيط سياحة القوارب النيلية وصيد الأسماك، لذلك توجد قوارب وزوارق شراعية صغيرة وبواخر نيلية للتنزه عـلى ضفتي نهر النيل. ويأتي رواد هذه السياحة من جميع محافظات مصر خاصةً الشمالية (محافظات الوجه البحري والدلتا).
وتقوم وحدتي إنقاذ نهري بالإضافة لشرطة المسطحات المائية بالتواجد في المنطقة بشكل دوري.

### الخطط المستقبلية لتطوير النشاط السياحي بالمدينة

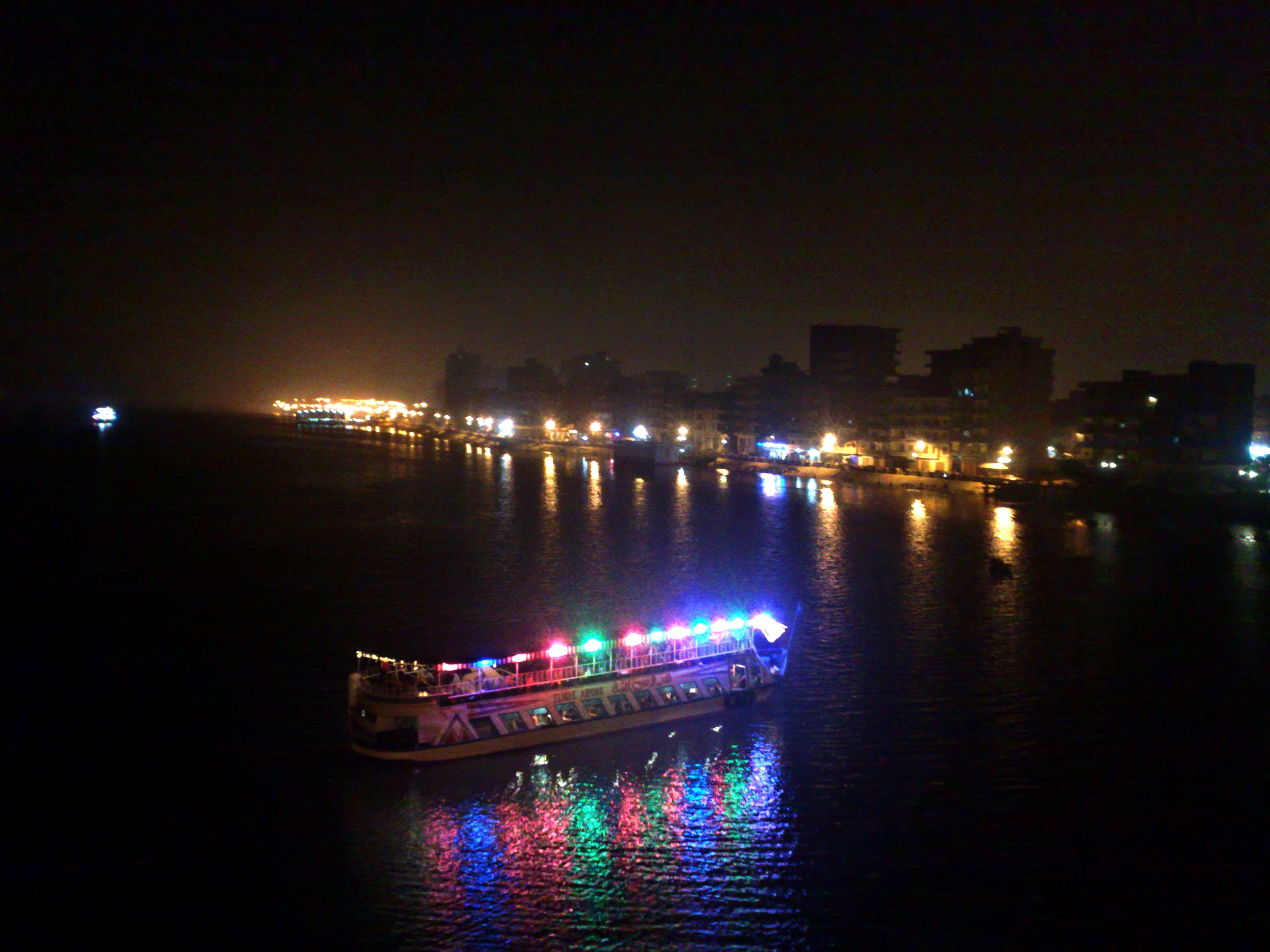
انتشار المراكب والبواخر النيلية على طول الساحل والمرافئ النيلية ليلاً.

يظهر تدني مستوى الخدمات الفندقية بالمدينة، حيث أن ثلاثة فنادق من إجمالي أربعة ما زالوا تحت التصنيف:
| عدد الفنادق                    | 4 فنادق   |
| عدد الشاليهات                  | 9 شاليهات |
| إجمالي عدد مناطق الجذب السياحي | 12 منطقة  |

ولذلك تضع الحكومة عدة خطط مستقبلية تتيح إقامة العديد من المشروعات السياحية التي تمثل فرصاً استثمارية في قطاع السياحة بالمدينة، مثل:
- إقامة عدة فنادق أخرى تكون على مستوى أرقى، فعدد الفنادق لا يكفي وخدماتها ليست جيدة لكي تناسب مكانة مدينة سياحية، حيث أن الفنادق يصل عددها إلى أربعة فقط.[57]
- إقامة مقاهي ومطاعم جديدة في مواقع الآثار المختلفة لخدمة الزائرين.
- إقامة فندق عائم يرتاد في ملاحته النهرية نهر النيل - فرع رشيد من دسوق إلى الجزيرة الخضراء -بمركز مطوبس- قبالة رشيد[ ؟ ]، وإنشاء مراسي نيلية جديدة ذات مستوى أعلى بدسوق حيث مزار السياحة الدينية الهامة، ثم تمر الرحلة إلى مدينة فوه[ ؟ ] ثم قرية إبيانة -وهي بلدة الزعيم سعد زغلول بمركز مطوبس شمالاً- ثم حدائق إدفينا قبالة مدينة مطوبس.

## الصناعة
يوجد بالمدينة العديد من الصناعات معظمها صغيرة أو يدوية، لكن بعضها تختص به دسوق فقط عن غيرها، أو يحترف أهلها تلك الصناعات عمن حولها من المدن الأخرى، ويمكن تصنيف الصناعات بالمدينة إلى:

### صناعات كبرى

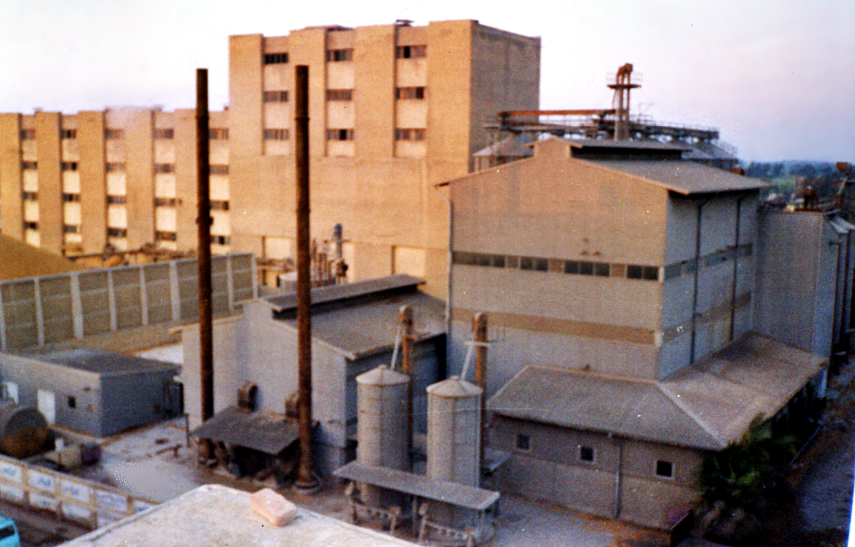
شركة مضارب كفر الشيخ بدسوق.

- صناعة ضرب الأرز[ ؟ ]، وبالمدينة مقر شركة مضارب كفر الشيخ،[58] والعديد من المضارب الكبرى مثل: مضرب الفتح، مضرب النصر، مضرب الأرز الحديث.
- صناعة طحن[ ؟ ] القمح، وبالمدينة مقر شركة مطاحن غرب ووسط الدلتا، ومطحن دسوق الجديد الذي يوفر الاحتياجات اليومية للمخابز من الطحين (الدقيق) لمركز ومدينة دسوق وباقي المراكز المجاورة، حيث أن الطاقة الإنتاجية به 126000 طن دقيق مطحون.[59]
- صناعة حلج القطن، وبالمدينة مصنعان لحلج القطن: محلج الشركة الأهلية للقطن، وشركة الدلتا لحليج الأقطان.[60][61]

### الصناعات الغذائية
الصناعات الغذائية في المدينة تعتمد على الحاصلات الزراعية والإنتاج الحيواني والسمكي في الأساس، وأهم الصناعات الغذائية المتواجدة بالمدينة:
- صناعة اللحوم.
- صناعة الأسماك المملحة (الفسيخ، السردين،...)، وتعد مدينة دسوق أشهر مدن مصر في تلك الصناعة،[62] وذلك لارتباطها بالتاريخ الفرعوني القديم للمدينة.[63]
- صناعة الحلويات بأنواعها.
- صناعة العصائر والمشروبات.

### الصناعات الحرفية واليدوية الخفيفة
تشتهر المدينة بوجود العديد من الصناعات الحرفية واليدوية والتي تصل منتجاتها إلى مختلف أنحاء الجمهورية، ومن أبرز تلك الصناعات الموجودة حالياً في المدينة:
- صناعة حدادة الكهرباء.
- صناعة أعمدة الإنارة.
- صناعات تشكيل المعادن وأفران الغاز، والتي تتميز بها دسوق عن غيرها في مصر.
- صناعة صناديق الكرتون المضلع.

### صناعات أخرى

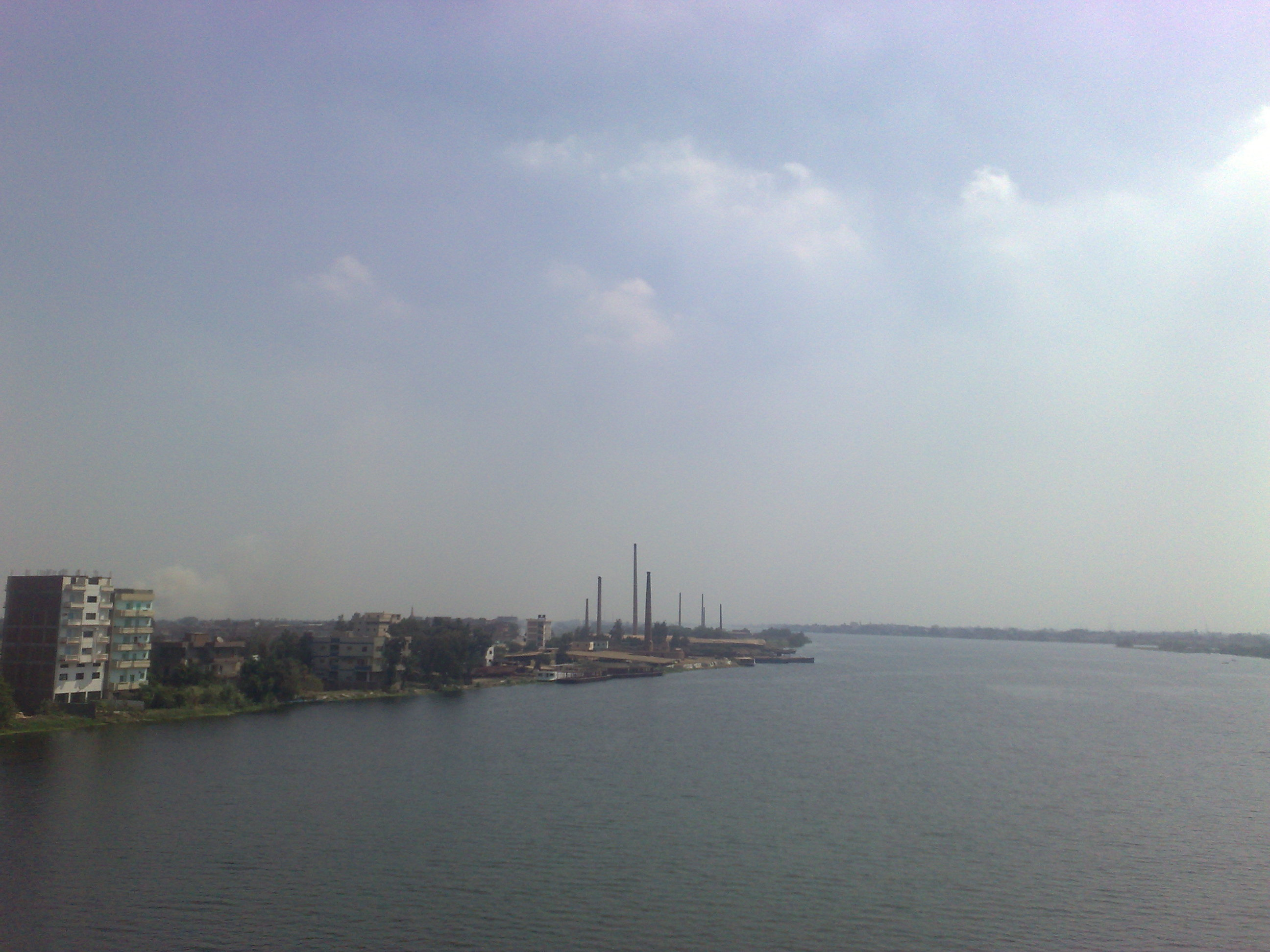
مصانع الطوب الأحمر على النيل.

ومن الصناعات الأخرى التي تشتهر بها المدينة:
- صناعة آلات الري.
- صناعة الطوب بأنواعه، خصوصاً الطوب الأحمر.
- صناعة البلاط الآلي.
- صناعة فساتين الزفاف.
- صناعة العِطارة، ويتوارثها أبناء هذه الحرفة منذ زمن بعيد.

إحصائيات النشاط الصناعي
الجدول التالي يوضح إحصائيات النشاط الصناعي من حيث تصنيف المنشآت الصناعية وعددها وعدد العمالة بها بدسوق لعام 2008:
| النشاط الصناعي بدسوق لعام 2008م | النشاط الصناعي بدسوق لعام 2008م | النشاط الصناعي بدسوق لعام 2008م | النشاط الصناعي بدسوق لعام 2008م | النشاط الصناعي بدسوق لعام 2008م | النشاط الصناعي بدسوق لعام 2008م | النشاط الصناعي بدسوق لعام 2008م | النشاط الصناعي بدسوق لعام 2008م | النشاط الصناعي بدسوق لعام 2008م | النشاط الصناعي بدسوق لعام 2008م | النشاط الصناعي بدسوق لعام 2008م | النشاط الصناعي بدسوق لعام 2008م | النشاط الصناعي بدسوق لعام 2008م | النشاط الصناعي بدسوق لعام 2008م |
| ------------------------------- | ------------------------------- | ------------------------------- | ------------------------------- | ------------------------------- | ------------------------------- | ------------------------------- | ------------------------------- | ------------------------------- | ------------------------------- | ------------------------------- | ------------------------------- | ------------------------------- | ------------------------------- |

| المنشآت الصناعية المسجلة       | عدد المنشآت | عدد العمالة |
| ------------------------------ | ----------- | ----------- |
| مواد غذائية ومشروبات وتبغ      | 385         | 397         |
| غزل ونسيج وملابس وجلود         | 123         | 136         |
| الخشب ومنتجاته والتنجيد        | 329         | 570         |
| الورق ومنتجاته والطباعة والنشر | 38          | 49          |
| كيماويات أساسية ومنتجاتها      | 98          | 105         |
| مواد بناء وخزف وصيني وحراريات  | 25          | 29          |
| منتجات معدنية وآلات ومعدات     | 17          | 37          |
| صناعات تحويلية أخرى            | 794         | 1349        |
| الإجمالي                       | 1809        | 2859        |

## معرض الصور
- يعد شارع سعد زغلول أهم الشوارع التجارية بالمدينة.[67]
- جانب من أماكن معارض الحلويات الشرقية ومحلات الأسماك المملحة التي تشتهر بها تجارة دسوق.
- جانب من مجمع مواقف دسوق (مدن) وهو واحد من مجمعين كبيرين نظراً لانتشار حرفة النقل.
- يعتبر مبنى رئاسة مدينة دسوق أهم مراكز خدمة المجتمع بالمدينة.
- أحد فروع بنك مصر بمدينة دسوق.
- أحد فروع البنك الأهلي المصري بمدينة دسوق.